# Pětatřicátníci (literární skupina)
Pětatřicátníci, někdy též Generace pětatřicátníků, je literární skupina devíti českých básníků, aktivní od konce šedesátých let do počátku devadesátých let dvacátého století. Publikovali v tehdy veřejně přístupných médiích (novinách, časopisech, nakladatelstvích), mimo tvorbu disentní a exilovou. Jejich knihy vycházely ve vysokých nákladech (edice Klub přátel poezie, Prstýnek, České básně, Poesie). Postupně vystřídali odcházející pokolení literárních „normalizátorů“ jak v čele Svazu českých spisovatelů, tak i v šéfredaktorských funkcích největších nakladatelství (Mladá fronta, Odeon, Československý spisovatel) a literárních časopisů (Kmen, Tvorba).

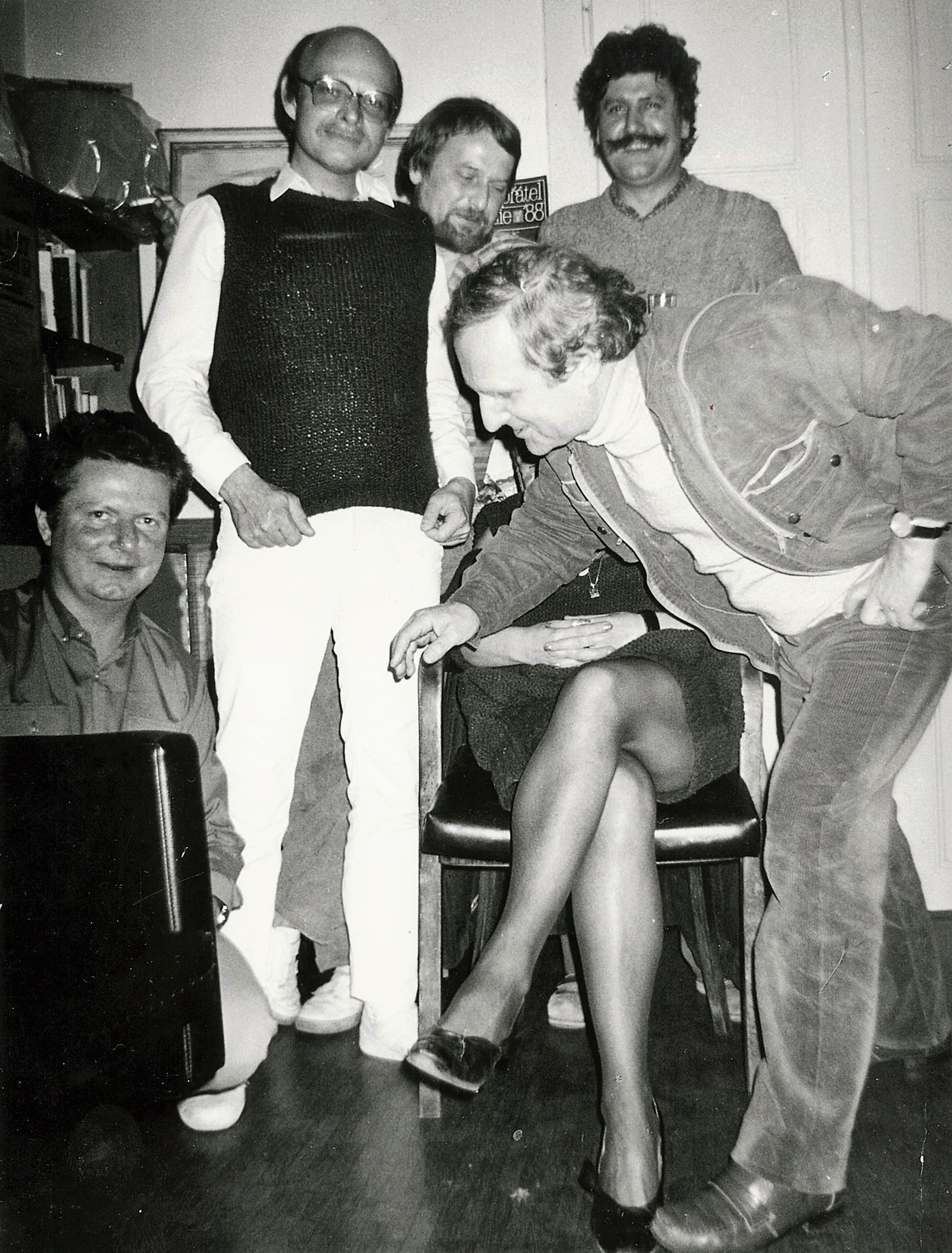
Část literární skupiny Pětatřicátníků – Karel Sýs, Jaromír Pelc, Jiří Žáček, Jaroslav Holoubek a Petr Skarlant, zakrývající nejmenovanou sedící ženu, v redakci poezie Československého spisovatele 1988

## Autoři
- Jiří Žáček (1945)
- Karel Sýs (1946–2024)
- Jaromír Pelc (1952)
- Josef Šimon (1948–2018)
- Petr Cincibuch (1943)
- Petr Skarlant (1939–2019)
- Michal Černík (1943–2024)
- Josef Peterka (1944)
- Jaroslav Čejka (1943)

## Publikační počátky
Většina Pětatřicátníků debutovala na konci šedesátých let v literárních časopisech, které poskytovaly prostor tehdy začínajícím autorům. Petr Cincibuch, Karel Sýs a Jiří Žáček patřili ke kmenovým autorům Divokého vína (1964–1972). Jaromír Pelc, Michal Černík a Jaroslav Čejka začínali básnicky v brněnském měsíčníku Host do domu. Josef Peterka se (i jako teoretik) profiloval v časopise Orientace. Příležitostně v té době někteří z Pětatřicátníků publikovali také v Sešitech pro mladou literaturu. Z jejich knižních prvotin je nejvýznamnější Sýsův Newton za neúrody jablek (1969). Sbírka svým hravým a z běžné řeči odvozeným jazykem kontrastovala s intelektuálskou výlučností a nesrozumitelností, která byla v té době v české poezii módní.

## Skupinové (generační) sborníky poezie
- Zrychlený tep, Antologie mladé české poezie, 1979 (Černík, Peterka, Skarlant, Sýs, Šimon, Žáček)
- Slovník lásky, 1980 (Peterka, Skarlant, Sýs, Šimon, Žáček)
- Slovo válka, 1982 (Cincibuch, Pelc, Sýs)
- Město (1), 1983 (Cincibuch, Pelc, Šimon)
- Jasný svet, Antológia mladšej českej poézie, 1983 (Černík, Peterka, Skarlant, Sýs, Šimon) – slovensky
- Město (2), 1984 (Cincibuch, Pelc, Šimon)[2]

## Program
Pětatřicátníci nezformulovali skupinový program, přestože někteří z nich (Jaromír Pelc, Josef Peterka, Karel Sýs) měli i literárně-teoretické ambice a vyjadřovali se k programovým otázkám moderního českého umění. Pro jejich tvorbu je příznačná stylová i formální pestrost a tolerance k různorodým poetikám. V tvorbě Pětatřicátníků se dají rozeznat dvě linie, nikoli ovšem ostře ohraničené a konfrontačně vyhrocené:
- mélická (s návazností na poetismus, francouzskou avantgardu, Vítězslava Nezvala, Jana Skácela): Žáček, Skarlant, Sýs, Černík
- civilistní (s návazností na Skupinu 42,[5] beat generation, rockovou poezii, Josefa Kainara a Václava Hraběte): Pelc, Šimon, Cincibuch

| „                                                           | Mezi společné rysy této básnické generace patřil především odklon od artificiálnosti a exkluzivity, polemika s literárností zahleděnou do sebe sama, jazykové i tematické zcivilnění a zprozaičtění. Tomu odpovídalo zkonkrétnění básnického prostoru, jenž měl být po předchozích snových a básnicky autonomních krajinách vystavěn z míst rezonujících se čtenářskou empirií, ale také důraz na autobiografičnost výpovědi, dávající sbírkám nezřídka podobu jakéhosi lyrického deníku. | “ |
| — Dějiny české literatury 1945–1989, sv. IV (Academia 2008) | |   |

## Nejvýznamnější díla
- Sýs: Newton za neúrody jablek (1969)
- Sýs: Atomový pléd (1986)
- Peterka: Autobiografie vlka (1980)
- Cincibuch: Dlážděná zahrada (1979)
- Šimon: Vyvolávač (1988)
- Šimon: Bít poezií (1990)
- Žáček: Anonymní múza (1976)
- Žáček: Tři roky prázdnin (1982)
- Černík: Mezivěk (1981)
- Pelc: Kufr kouzelníka Boska (1987)
- Pelc: Půlnoční poledne (1991)
- Skarlant: Paříž, Paříž! (1973)

## Překladatelská práce, básnické parafráze
- Velké trojhvězdí – Apollinaire, Eluard, Prévert (Sýs, Žáček. 1986)
- Apollinaire – Pásmo (Sýs, 1982)
- Prévert – Slova (Skarlant, 2000)
- Pelc: Láska je kytarové sólo (parafráze anglické a americké rockové poezie, 1989)

## Ediční činnost
S generací pětatřicátníků je spojena rozsáhlá ediční činnost, která odráží jejich osobní literární preference i kulturní zájmy. Karel Sýs připravil k vydání výbory z Vítězslava Nezvala (Básník v množném čísle) a Vladimíra Holana (Strom kůru shazuje), Jiří Žáček z Fráni Šrámka (Curriculum vitae) a Jacquese Préverta (Pro tebe, má lásko), Jaromír Pelc z Konstantina Biebla (Modré stíny pod zlatými stromy) a Antonína Sovy (Vrchol lásky). Jiří Žáček je významným autorem slabikářů a čítanek pro základní školy. Jaromír Pelc je editorem básnické pozůstalosti Václava Hraběte (Blues v modré a bílé, Blues pro bláznivou holku) a divadelních textů Jiřího Voskovce a Jana Wericha (Osvobozené divadlo neznámé).

## Podpora mimoskupinových autorů (edice Ladění)
V druhé polovině osmdesátých let založili Pětatřicátníci v nakladatelství Mladá fronta edici básnických prvotin Ladění, která si kladla za cíl usnadnit vydání prvních knížek co nejširšímu okruhu nových autorů (edici řídili Jaromír Pelc, Karel Sýs a Jiří Žáček). Pod patronací Pětatřicátníků zde vyšlo 23 debutů (např. Michala Ajvaze, Svatavy Antošové, Norberta Holuba, Jana Hřebejka, Jiřího Janatky, Lubora Kasala, Zdeňka Lebla, Jiřího Rulfa, Jaromíra Typlta).

## Bilanční výbory
V nakladatelství Mladá fronta 1986–1989:
- Karel Sýs, Rodné číslo Homéra (1986)
- Michal Černík, Řekni dům a otevři (1987)
- Josef Peterka, Bez definitivy (1988)
- Jaromír Pelc, Čistá vášeň (1988)
- Jiří Žáček, Autostop (1989)
- Petr Cincibuch, Žádné smutky (1989)

V nakladatelství ETC Publishing 1997–1999:
- Jiří Žáček, Múza v podnájmu (1997)
- Jaromír Pelc, Závan vůně (1998)
- Karel Sýs, Záhadný únos v Nuselském údolí (1998)
- Michal Černík, Ke mně se přitiskni (1999)